# Mulberry (Ohio)
Mulberry és una concentració de població designada pel cens dels Estats Units a l'estat d'Ohio. Segons el cens del 2000 tenia 3.139 habitants.

## Demografia
Segons el cens del 2000, Mulberry tenia 3.139 habitants, 1.196 habitatges, i 800 famílies. La densitat de població era de 802,6 habitants/km².
Dels 1.196 habitatges en un 31,2% hi vivien nens de menys de 18 anys, en un 53,3% hi vivien parelles casades, en un 10,6% dones solteres, i en un 33,1% no eren unitats familiars. En el 28,1% dels habitatges hi vivien persones soles el 8,5% de les quals corresponia a persones de 65 anys o més que vivien soles. El nombre mitjà de persones vivint en cada habitatge era de 2,34 i el nombre mitjà de persones que vivien en cada família era de 2,87.
Per edats la població es repartia de la següent manera: un 20,5% tenia menys de 18 anys, un 8,8% entre 18 i 24, un 25,1% entre 25 i 44, un 25,1% de 45 a 60 i un 20,5% 65 anys o més.
L'edat mediana era de 42 anys. Per cada 100 dones de 18 o més anys hi havia 73,9 homes.
La renda mediana per habitatge era de 50.326 $ i la renda mediana per família de 64.044 $. Els homes tenien una renda mediana de 42.264 $ mentre que les dones 28.686 $. La renda per capita de la població era de 26.623 $. Cap de les famílies i el 4,2% de la població estaven per davall del llindar de pobresa.

## Poblacions més properes
El següent diagrama mostra les poblacions més properes.